# قاعدة العمليات الأمامية

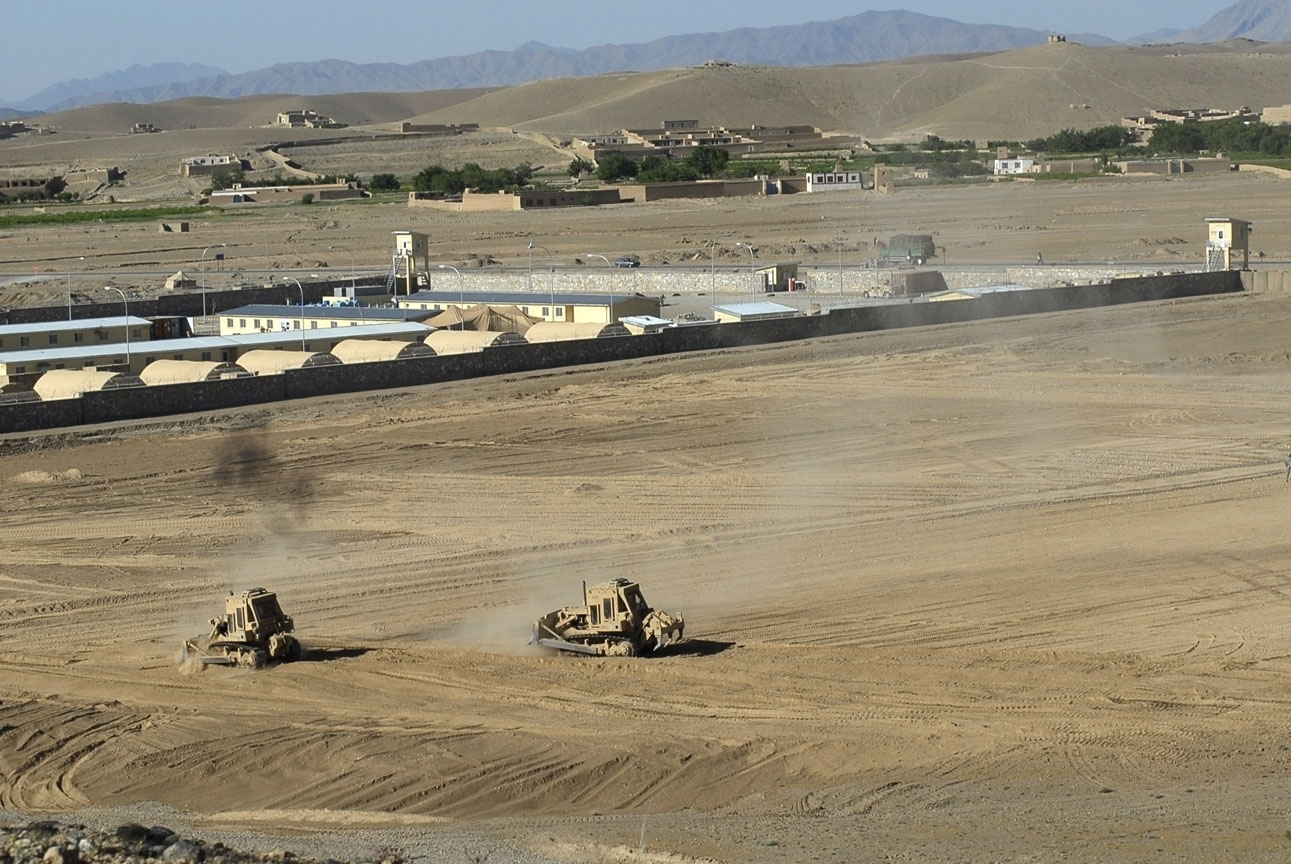
قاعدة لوغار للعمليات المتقدمة، أفغانستان (2007)

قاعدة العمليات الأمامية (FOB) هي أي موقع عسكري متقدم مؤمن على مستوى العمليات، وعادةً ما تكون قاعدة عسكرية، تُستخدم لدعم الأهداف الاستراتيجية والتكتيكية. قد تحتوي قاعدة العمليات الأمامية على قاعدة جوية ومستشفى وورشة آلات ومرافق لوجستية أخرى. يمكن استخدام القاعدة لفترة زمنية ممتدة. عادةً ما تُدعم قواعد العمليات الأمامية بقواعد عمليات رئيسية مطلوب منها توفير الدعم الاحتياطي لها. كما تُحسّن قاعدة العمليات الأمامية من وقت الاستجابة للمناطق المحلية بدلاً من وجود جميع القوات في قاعدة العمليات الرئيسية.

## وصف
في أبسط صورها، تتكون قاعدة العمليات الأمامية من حلقة من الأسلاك الشائكة حول موقع مزود بنقطة تحكم دخول مُحصّنة (ECP). هذه النقطة هي نقطة دخول وخروج مُراقبة لقاعدة العمليات الأمامية، وعادةً ما تحتوي على مواقع لحماية الأفراد من العبوات الناسفة المرتجلة المحمولة على الأفراد (PBIED) والعبوات الناسفة المرتجلة المحمولة على المركبات (VBIED)، بالإضافة إلى نظام تخفيف حدة الانفجارات من خلال الحماية عن بُعد.
تشمل قواعد العمليات الأمامية الأكثر تطورًا مجموعة من السواتر، والحواجز الخرسانية، والبوابات، وأبراج الحراسة، والمخابئ، وغيرها من بنى حماية القوات. وغالبًا ما تُبنى هذه القواعد من معاقل هيسكو.

## قواعد في العراق
- قاعدة أبو غريب للعمليات المتقدمة
- قاعدة الأسد الجوية
- قاعدة كالدويل الجوية
- قاعدة كاربنتر
- قاعدة كوريج
- قاعدة دينجر
- قاعدة فالكون
- قاعدة إيكو
- قاعدة غريزلي
- قاعدة سد حديثة[6]
- قاعدة الإسكندرية
- قاعدة كالسو الجوية
- قاعدة لويالتي
- قاعدة ماريز الجوية
- قاعدة ماكنزي
- قاعدة كيو ويست
- قاعدة سبيشر الأمامية